# Julesång
Julesång er en sang af Errol Norstedt. Sangen kan findes på kassettebåndet Eddie's Garderob fra 1994.

## Tekst
Sangen er blandt de mere vulgære værker i Errol Norstedts repertoire om sex, alkohol, vold i familien og mere.
En familievenlig version ved navn "Kopparbärsjul" er med på samlealbumet Kopparbärs - Tomterock sammen med en ny optagelse af "Ute På Vischan".